# 사라 음콘자
사라 음콘자(Sarah Mkhonza, 본명: Sarah Thembile Du Pont, 1957년 5월 7일)는 미국에 거주하는 에스와티니 작가, 교육자 및 여성 권리 운동가이다.
음콘자는 미시간 주립 대학교에서 박사 학위를 받았다. 그녀는 타임즈 오브 스와질랜드와 더 스와지 옵서버의 저널리스트로 일했으며 스와질랜드 대학교에서 영어와 언어학을 가르쳤다. 그녀의 글은 스와질란드 당국에 비판적이었기 때문에 글쓰기를 중단하라는 명령을 받았다. 이후의 위협과 폭행으로 인해 2005년 미국에 정치적 망명을 신청하게 되었다.
음콘자는 미시간 주립 대학교에서 아프리카 여성 협회와 아프리카 도서 기금 그룹을 공동 창립했다. 코넬 대학교, 보스턴 대학교, 스탠포드 대학교의 아프리카나 연구 및 연구 센터에서 가르쳤다.
2002년에 휴먼 라이츠 워치로부터 헤멧헬먼상(Hammett-Hellman)을 받았다. 음콘자는 옥스팸 노비브(Oxfam Novib)/PEN 어워드도 수상했다.